# Saint-Martin-Osmonville
Saint-Martin-Osmonville é uma comuna francesa na região administrativa da Normandia, no departamento de Sena Marítimo. Estende-se por uma área de 21,53 km². Em 2010 a comuna tinha 1 200 habitantes (densidade: 55,7 hab./km²).